# Zdenka Kramplová
Zdenka Kramplová (* 7. srpna 1957, Krupina, Československo) je slovenská politička, v letech 1997–1998 ministryně zahraničních věcí Slovenské republiky a v letech 2007–2008 ministryně zemědělství Slovenska. V minulosti byla členkou strany ĽS-HZDS.

## Život
V letech 1976–1981 studovala na Zemědělské akademii v Plovdiv u v Bulharské lidové republice. V letech 1981–1992 působila jako redaktorka ve vydavatelství "Príroda", poslední rok jako šéfredaktorka.
V letech 1992–1994 byla poradkyní předsedy vlády Vladimíra Mečiara pro parlament, politické strany a občanské sdružení. Od roku 1994 do roku 1997 zastávala funkci Vedoucí Úřadu vlády SR.
V období od 11. června 1997 do 6. října 1998 zastávala funkci ministryně zahraničních věcí Slovenské republiky ve třetím kabinetu Vladimíra Mečiara.
Ve volebním období 2006–2010 působila jako poslankyně za ĽS-HZDS. Zastávala funkci místopředsedkyně Zahraničního výboru NR SR a byla členkou Zvláštního kontrolního výboru NR SR na kontrolu činnosti NBÚ. Působí jako náhradnice ve stálé delegaci NR SR v Parlamentním shromáždění NATO. V roce 1998 se stala Velvyslankyní SR v Kanadě.
28. listopadu 2007 byla jmenována do funkce ministryně zemědělství Slovenska v první vládě Roberta Fica. Z funkce odstoupila 18. října 2008. O její odvolání požádal předseda ĽS-HZDS Vladimír Mečiar. Oficiálním důvodem byl skandál kolem sponzorování strany, za který měla být jako statutární zástupkyně strany zodpovědná, a netransparentní zakázka na informační technologie za téměř miliardu korun na jejím ministerstvu. Neoficiálně se však hovoří o mocenských hrách ve straně a o snaze kontroly nad ministerstvem zemědělství. V roce 2009 byla ze strany vyloučena s oficiálním odůvodněním, že vedení strany neinformovala o své kandidatuře v krajských volbách. 
Je vdaná a má dvě děti. Hovoří anglicky, bulharsky a rusky.